# Рач-ан-дер-Вайнштрассе
Рач-ан-дер-Вайнштрассе (нем. Ratsch an der Weinstraße) — коммуна (нем. Gemeinde) в Австрии, в федеральной земле Штирия. 
Входит в состав округа Лайбниц.  Население составляет 419 человек (на 31 декабря 2005 года). Занимает площадь km² км². Официальный код  —  61028.

## Политическая ситуация
Бургомистр коммуны — Йоханнес  Цвайтик (АНП) по результатам выборов 2005 года.
Совет представителей коммуны (нем. Gemeinderat) состоит из 9 мест.
- АНП занимает 6 мест.
- СДПА занимает 3 места.